# Capuchinho-dominó
O capuchinho-dominó (Lonchura punctulata), também conhecido como munia-de-peito-escamoso ou munia-manchada, é uma ave da família Estrildidae do tamanho de um pardal nativo da Ásia tropical. Uma espécie do gênero Lonchura, foi formalmente descrita e nomeada por Lineu em 1758. Seu nome se baseia nas marcas distintas de penas semelhantes a escamas no peito e na barriga. O adulto é marrom na parte superior e tem um bico cônico escuro. A espécie tem 11 subespécies em sua área de distribuição, que diferem ligeiramente em tamanho e cor.
Esse pássaro se alimenta principalmente de sementes de grama, além de frutos silvestres e pequenos insetos. Eles forrageiam em bandos e se comunicam com chamadas e assobios suaves. A espécie é altamente social e às vezes pode se empoleirar com outras espécies de munias. Essa espécie é encontrada em planícies e campos tropicais. Os casais reprodutores constroem ninhos em forma de cúpula usando grama ou folhas de bambu.
A espécie é endêmica na Ásia e está presente desde a Índia e o Sri Lanka até o leste da Indonésia e das Filipinas (onde é chamada de mayang pakíng). Foi introduzida em muitas outras partes do mundo, e populações selvagens se estabeleceram em Porto Rico e na Ilha de São Domingos, bem como em partes da Austrália e dos Estados Unidos da América, com avistamentos na Califórnia. A ave está listada como espécie pouco preocupante pela União Internacional para a Conservação da Natureza (IUCN).

## Taxonomia
Em 1743, o naturalista inglês George Edwards incluiu uma ilustração e uma descrição do capuchinho-dominó no primeiro volume de seu livro "A Natural History of Uncommon Birds". Ele usou o nome inglês “Gowry Bird”. Edwards baseou sua gravura colorida à mão em um espécime na casa londrina de Charles du Bois, tesoureiro da Companhia das Índias Orientais. Quando, em 1758, o naturalista sueco Lineu atualizou seu livro Systema Naturae para a décima edição, ele colocou o capuchinho-dominó com as aves do gênero Loxia. Lineu incluiu uma breve descrição, cunhou o nome binomial Loxia punctulata e citou o trabalho de Edwards. Lineu especificou o tipo nomenclatural como “Ásia”, mas ele foi restrita a Calcutá por Edward Charles Stuart Baker em 1926. A espécie agora é colocada no gênero Lonchura, que foi introduzido pelo naturalista inglês William Henry Sykes em 1832. O nome do gênero Lonchura combina o grego antigo lonkhē, que significa “ponta de lança” ou “lança”, com oura, que significa “cauda”. O epíteto específico vem do neolatim punctulatus, que significa “manchado” ou “pontilhado”.
Em sua ampla área de distribuição, há 11 subespécies reconhecidas. Elas incluem a forma encontrada nas planícies do subcontinente indiano, incluindo Paquistão, Índia, Irã, Nepal, Bangladesh e Sri Lanka. O nome lineoventer era usado anteriormente para a população indiana. Outras populações incluem subundulata do leste do Himalaia, yunnanensis do sul da China, topela da Tailândia, cabanisi das Filipinas e fretensis de Singapura e Sumatra. As populações insulares incluem nisoria (Java, Bali, Lomboque, Sumbava), particeps (Celebes), baweana (Ilha Bawean), sumbae (Sumba) e blasii (Flores, Timor e Tanimbar).
- L. p. punctulata (Lineu, 1758) - Norte do Paquistão, Índia (exceto nordeste), Nepal e Sri Lanka.
- L. p. subundulata (Godwin-Austen, 1874) - Butão, Bangladesh, nordeste da Índia (Assão) e oeste de Mianmar.
- L. p. yunnanensis (Parkes, 1958) - Sul da China (sudeste de Tibete, sul de Sujuão, Iunã) e norte de Mianmar.
- L. p. topela (Swinhoe, 1863) - Sul de Mianmar, Tailândia, sudeste da China (Taiwan), Ilhas Ainão, Laos, Camboja e Vietnã.
- L. p. cabanisi (Sharpe, 1890) - Norte e oeste das Filipinas (Lução, Mindoro, Calauit, Palauã, Panai, Negros, Cebu, Mindanau) e norte de Bornéu (litoral oeste de Sabá e Brunei).
- L. p. fretensis (Kloss, 1931) - Sul da Península da Malásia, Cingapura, Sumatra e Ilhas Nias.
- L. p. nisoria (Temminck, 1830) - Sul de Bornéu (oeste e sul de Calimantã), Java, Bali e oeste das Pequenas Ilhas da Sonda (Lomboque, Sumbava)
- L. p. sumbae (Mayr, 1944) - Sumba, no oeste das Pequenas Ilhas da Sonda.
- L. p. blasii (Stresemann, 1912) - Centro e leste das Pequenas Ilhas da Sonda (Flores a leste de Timor e Ilhas Tanimbar).
- L. p. baweana (Hoogerwerf, 1963) - ilhas Bawean, ao largo do nordeste de Java.
- L. p. particeps (Riley, 1920) - Celebes.

A subespécie holmesi (sudeste de Bornéu) às vezes é reconhecida.

## Descrição

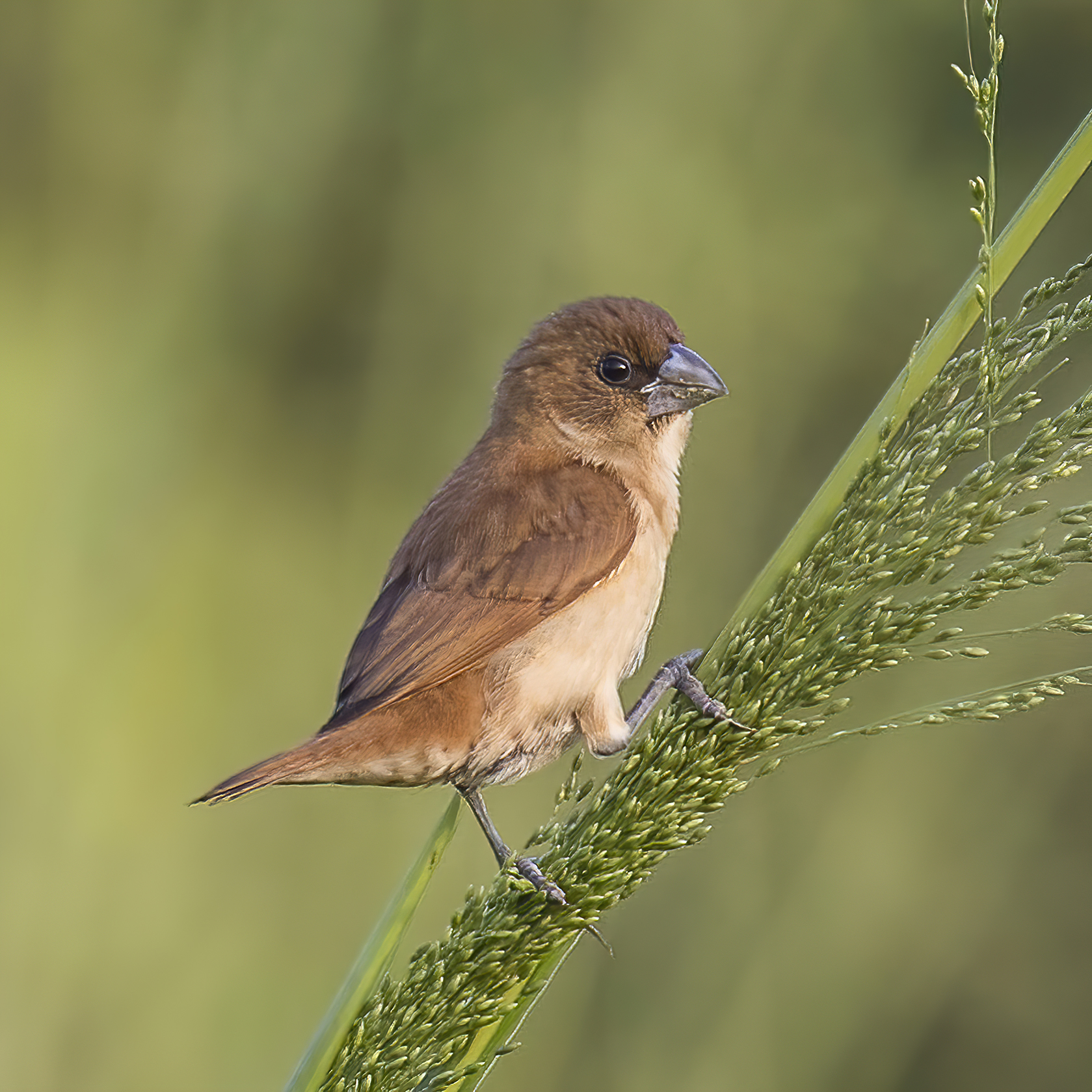
Filhote de L. p. punctulata, Sri Lanka

O capuchinho-dominó tem cerca de 11 a 12 centímetros de comprimento e pesa de 12 a 16 gramas. O adulto tem um bico escuro e atarracado, típico de aves que comem grãos, partes superiores marrons e uma cabeça marrom-escura. A parte inferior é branca com marcas escuras. Os sexos são semelhantes, embora os machos tenham marcas mais escuras na parte inferior e um pescoço mais escuro do que as fêmeas.
Os pássaros imaturos têm partes superiores marrom-claras, não têm a cabeça escura encontrada nos adultos e têm partes inferiores uniformes, que podem ser confundidas com filhotes de outras espécies, como o bico-de-chumbo-de-cabeça-preta (Lonchura malacca) nas populações asiáticas e insulares e o capuchinho-de-garganta-preta (Lonchura kelaarti) em partes da Índia ou do Sri Lanka.

## Distribuição e habitat

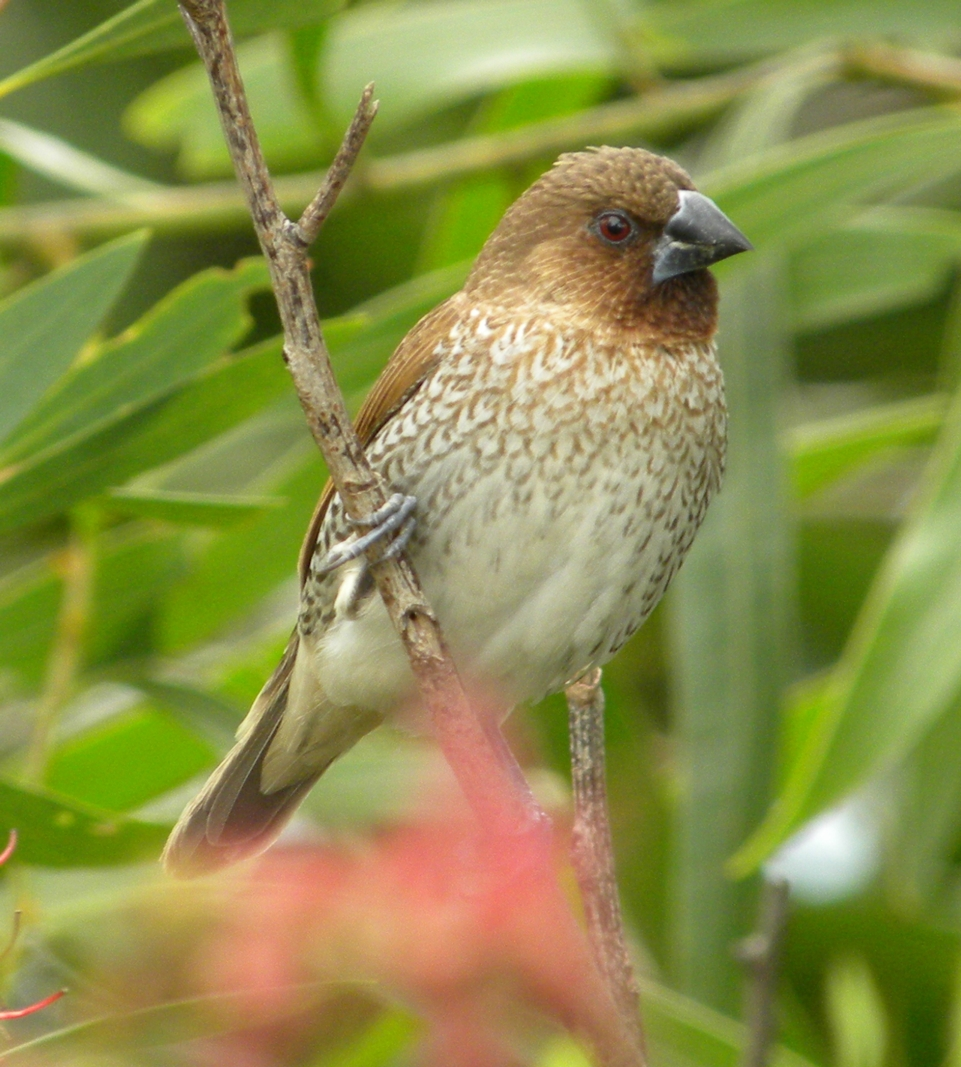
A subespécie topela se estabeleceu em partes do leste da Austrália, como Queensland.

Os capuchinhos-dominó são encontrados em uma variedade de habitats, mas geralmente ficam perto de água e campos. Na Índia, eles são especialmente comuns em campos de arroz, onde são considerados uma praga menor por se alimentarem de grãos. São encontrados principalmente nas planícies, mas podem ser observados no sopé do Himalaia, onde podem estar presentes em altitudes próximas a 2.500 m, e em Nilgiris, onde são encontrados em altitudes de até 2.100 m durante o verão. No Paquistão, eles estão restritos a uma região estreita de Swat, no oeste, até Lahore, evitando a zona desértica, e voltando a aparecer na Índia, a leste de uma área entre Ludhiana e Mount Abu. A espécie também foi observada na Caxemira, embora isso seja raro.
Fora de sua área nativa, as aves fugitivas frequentemente se estabelecem em áreas com clima adequado e podem então colonizar novas áreas próximas. As aves de gaiola que escaparam se estabeleceram na natureza e essas populações foram registradas nas Índias Ocidentais (Porto Rico desde 1971), no Havaí (desde 1883), no Japão e no sul dos Estados Unidos, principalmente na Flórida e na Califórnia. Em Oahu, no Havaí, eles competem por habitats com o bico-de-chumbo-de-cabeça-preta e tendem a ser raros onde esse competidor está presente. A espécie foi introduzida em outras partes do mundo devido à sua popularidade como ave de gaiola e as populações se estabeleceram na natureza.

## Comportamento e ecologia

### Sociabilidade
Os capuchinhos-dominó formam bandos de até 100 aves. Os indivíduos se comunicam com chamadas que incluem um assobio curto, variações de kitty-kitty-kitty e uma nota de alarme aguda. Às vezes, eles balançam a cauda e as asas vertical ou horizontalmente enquanto pulam. O movimento de sacudir a cauda pode ter evoluído a partir de um movimento de intenção locomotora. A versão exagerada do movimento de sacudir a cauda pode ter passado por uma ritualização [en]. Como sinal social, o movimento de sacudir a cauda em várias outras espécies funciona como um sinal que indica a intenção de voar e ajuda a manter os bandos unidos.
Quando empoleirados em comunidade, os capuchinhos-dominó sentam-se lado a lado em contato próximo uns com os outros. A ave mais externa frequentemente se empurra em direção ao centro. Às vezes, os pássaros de um bando se cobrem uns aos outros, com o pássaro solicitante geralmente mostrando o queixo. A alopreensão, quando os pássaros se alimentam ou se cobrem uns aos outros, geralmente se limita ao rosto e ao pescoço. O capuchinho-dominó raramente é hostil, mas os pássaros às vezes brigam sem nenhuma postura ritualizada.

### Reprodução

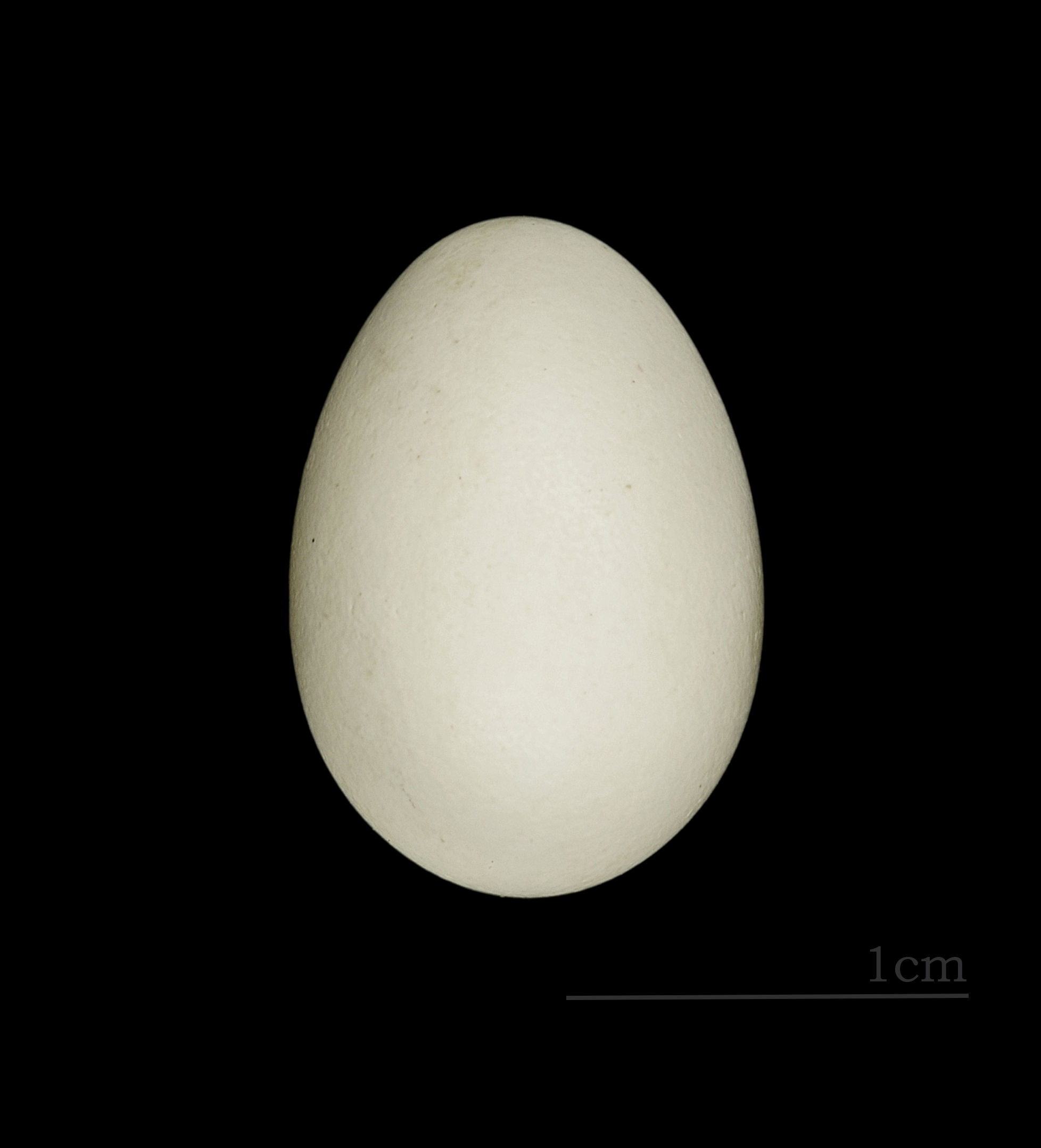
Ovo do capuchinho-dominó

A época de reprodução ocorre durante a estação chuvosa de verão (principalmente de junho a agosto e também na estação de outubro na Índia), mas pode variar. Estudos laboratoriais descobriram que a iluminação durante longos dias e a alta umidade desencadeiam o crescimento das gônadas. O canto do macho é muito suave, mas complexo e variável, audível apenas a curta distância. Essa canção, descrita como um jingle, consiste em uma série de notas agudas seguidas por um chocalho rouco e terminando em um assobio arrastado. Ao cantar, o macho se senta no que é chamado de postura inclinada - ereto, com as penas da cabeça levantadas.
Há dois tipos de postura de inclinação, uma pré-copulatória e uma normal. O comportamento pré-copulatório inclui uma sequência de ações. A primeira envolve o macho ou a fêmea brincando com o material do ninho. Assim que o pássaro organiza o material do ninho em seu bico, ele começa a voar em um caminho em ziguezague. Quando o pássaro pousa perto de sua parceira, o macho se inclina em direção à fêmea e limpa o bico. O macho então canta com movimentos do corpo. A fêmea convida a montar com o tremor da cauda. O ninho é uma grande estrutura em forma de cúpula tecida frouxamente com folhas de grama, bambu ou outras folhas com uma entrada lateral e é construído em uma árvore ou sob o beiral de uma casa. Um estudo realizado no sul da Índia constatou que as árvores preferidas para os ninhos são a Zanthoxylum asiaticum, Gymnosporia montana e Acacia chundra, especialmente as mais curtas e arbustivas em áreas com baixa cobertura de copa. A abertura do ninho está localizada a favor do vento mais frequente. No norte da Índia, eles preferem a Vachellia nilotica isolada em áreas não urbanas, mas usam o cipreste, Thuja orientalis, e  Monoon longifolium em jardins urbanos.
As ninhadas geralmente contêm de 4 a 6 ovos, mas podem conter até 10. Ambos os sexos constroem o ninho e incubam os ovos, que eclodem em 10 a 16 dias.
A espécie é amplamente usada como hospedeira de ninhada pela viuvinha-dominicana, Vidua macroura [en], no sul da Califórnia - onde ambas as espécies são selvagens - com o capuchinho criando os filhotes de viuvinha como se fossem seus. Essa relação é nova, pois as duas espécies não ocorrem naturalmente em suas áreas nativas e não têm uma relação evolutiva estabelecida como parasita e hospedeiro.

## Alimentação e forrageamento

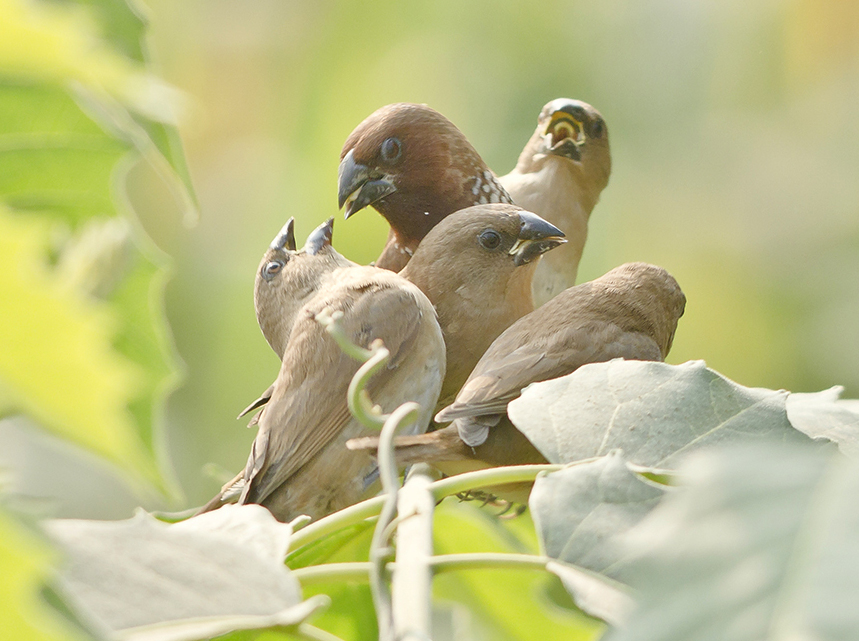
Adulto alimentando filhotes

O capuchinho-dominó se alimenta principalmente de sementes de grama, pequenas bagas, como as de Lantana, e insetos. Embora o bico seja adequado para esmagar pequenos grãos, elas não apresentam movimentos laterais da mandíbula inferior que ajudam o verdilhão a descascar as sementes. Como algumas outras aves do gênero Lonchura, elas também podem se alimentar de algas, uma fonte rica em proteínas, antes da época de reprodução.
A facilidade de manter essas aves em cativeiro as tornou populares para o estudo do comportamento e da fisiologia. O comportamento alimentar pode ser previsto pela teoria do forrageamento ótimo, em que os animais minimizam o tempo e a energia gastos para maximizar a ingestão de alimentos. Essa teoria foi testada por meio do estudo das estratégias usadas pelos capuchinhos-dominó para aumentar a eficácia da alimentação.

### Compensações de tamanho de bando
Estudos sobre forrageamento examinaram o efeito do tamanho do grupo na redução do tempo gasto com a vigilância de predadores, aumentando assim a eficiência da alimentação. De acordo com a hipótese dos “muitos olhos”, uma redução no tempo individual gasto na vigilância contra ameaças em grupos maiores permite que mais tempo seja gasto na busca de alimentos. A vigilância é maior entre os indivíduos solitários e diminui à medida que o tamanho do grupo aumenta para cerca de quatro indivíduos. As aves coletam sementes mais rapidamente em grupos maiores, o que reflete uma diminuição na vigilância individual, uma diminuição no tempo de manuseio e um aumento na velocidade de busca e no foco ao procurar alimentos.

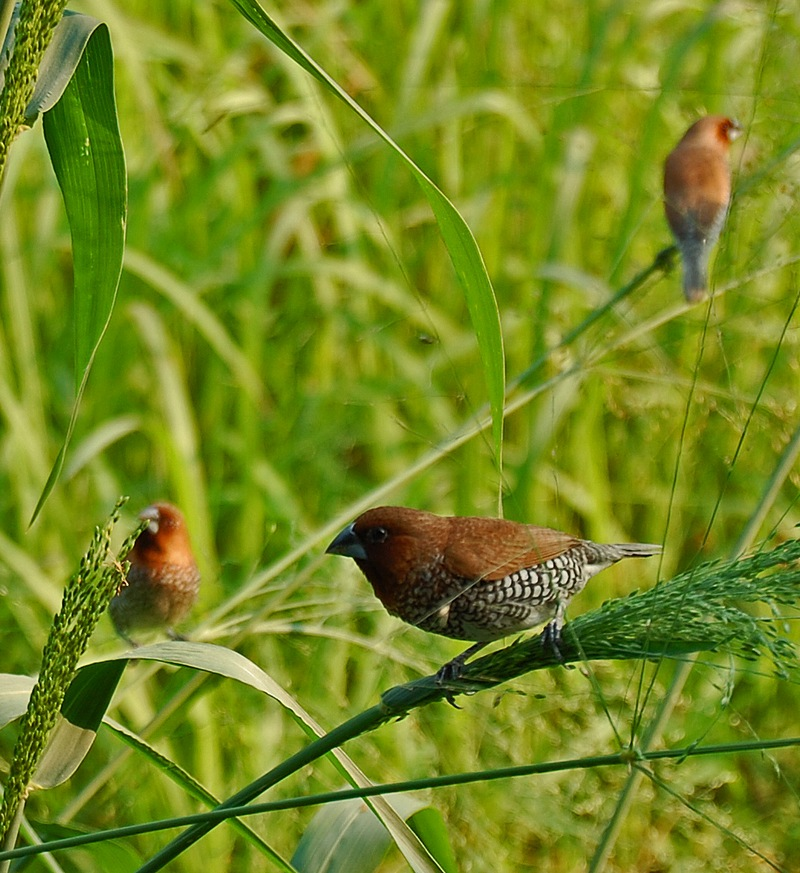
Um grupo de forrageamento

Os indivíduos também podem tirar proveito do forrageamento em grupo “juntando-se” a membros que tenham encontrado alimentos. As opções de buscar alimento ou de se juntar a outros que encontraram alimento envolvem o compartilhamento de informações e foram estudadas por meio do que chamamos de “modelo produtor-caçador”. Um custo associado ao forrageamento em grupo é o aumento da competição por recursos, o que, por sua vez, pode reduzir a vigilância antipredatória devido à intensidade do forrageamento. Alguns estudos mostram que o aumento da competição resulta em uma diminuição da taxa de alimentação.

### Modelos de forrageamento
Ao procurar alimentos, os capuchinhos-dominó podem procurar individualmente ou procurar outros que tenham encontrado comida e se juntar a eles. As consequências econômicas da decisão de se juntar a outros foram modeladas de duas maneiras: o modelo produtor-caçador e o modelo de compartilhamento de informações. Esses modelos baseiam-se em hipóteses que diferem no grau de compatibilidade que é presumido entre os dois modos de busca de alimentos e de oportunidade de união.
O modelo de compartilhamento de informações pressupõe que os indivíduos buscam simultaneamente oportunidades de encontrar e de se juntar, enquanto o modelo de produtor-caçador pressupõe que os modos de busca são mutuamente exclusivos. Observa-se que pular com a cabeça voltada para cima e para baixo está estatisticamente associado às frequências de um pássaro se juntar e encontrar, respectivamente. Quando a estratégia evolucionariamente estável esperada do modelo produtor-caçador foi alterada pela mudança na disponibilidade de sementes, a frequência relativa de pular com a cabeça para cima mudou em conformidade. Quando a distribuição de sementes tornava o modelo produtor-caçador não lucrativo, a frequência de saltos com a cabeça para cima diminuía.
Estudos demonstram que essas aves tendem a adotar o modelo produtor-caçador quando os alimentos estão mais agrupados e quando o tamanho do grupo aumenta. Quando a maioria das aves adota essa tática, o tempo necessário para descobrir novas áreas de alimento é maior.

### Vigilância
A maioria das forrageiras sociais precisa procurar alimentos e, ao mesmo tempo, evitar predadores. Sugeriu-se que os indivíduos também poderiam, em virtude da posição da cabeça, estar atentos aos predadores e, portanto, contribuir para a vigilância antipredatória. Se a tática for compatível com a vigilância antipredatória, então um aumento na vigilância antipredatória deve levar à detecção de mais oportunidades de união e, portanto, mais união. Quando a ave está parada, a tática de cabeça erguida demonstrou estar associada à vigilância antipredatória. No entanto, a varredura durante o salto não ajuda na vigilância, e acredita-se que a tática seja incompatível com a vigilância antipredatória.

### Forrageamento especializado
Os capuchinhos-dominó têm comportamentos competitivos variáveis que lhes permitem explorar recursos escassos. Há duas alternativas de forrageamento: produtores que disponibilizam o alimento e caçadores que roubam o alimento encontrado pelos produtores. Estudos mostram que essas escolhas levam a um equilíbrio estável em um grupo. Quando os indivíduos são livres para escolher entre produtor e caçador, a seleção dependente de frequência resulta em uma mistura estável de ambos os comportamentos, em que cada um recebe uma recompensa semelhante. Estudos indicam que, se a maior parte da população for composta por produtores, o comportamento dos caçadores é favorecido pela seleção natural porque há muito alimento para roubar. Por outro lado, se a maioria dos pássaros apresentar comportamento de caça, então a competição pelo roubo é tão grande que a produção é favorecida.

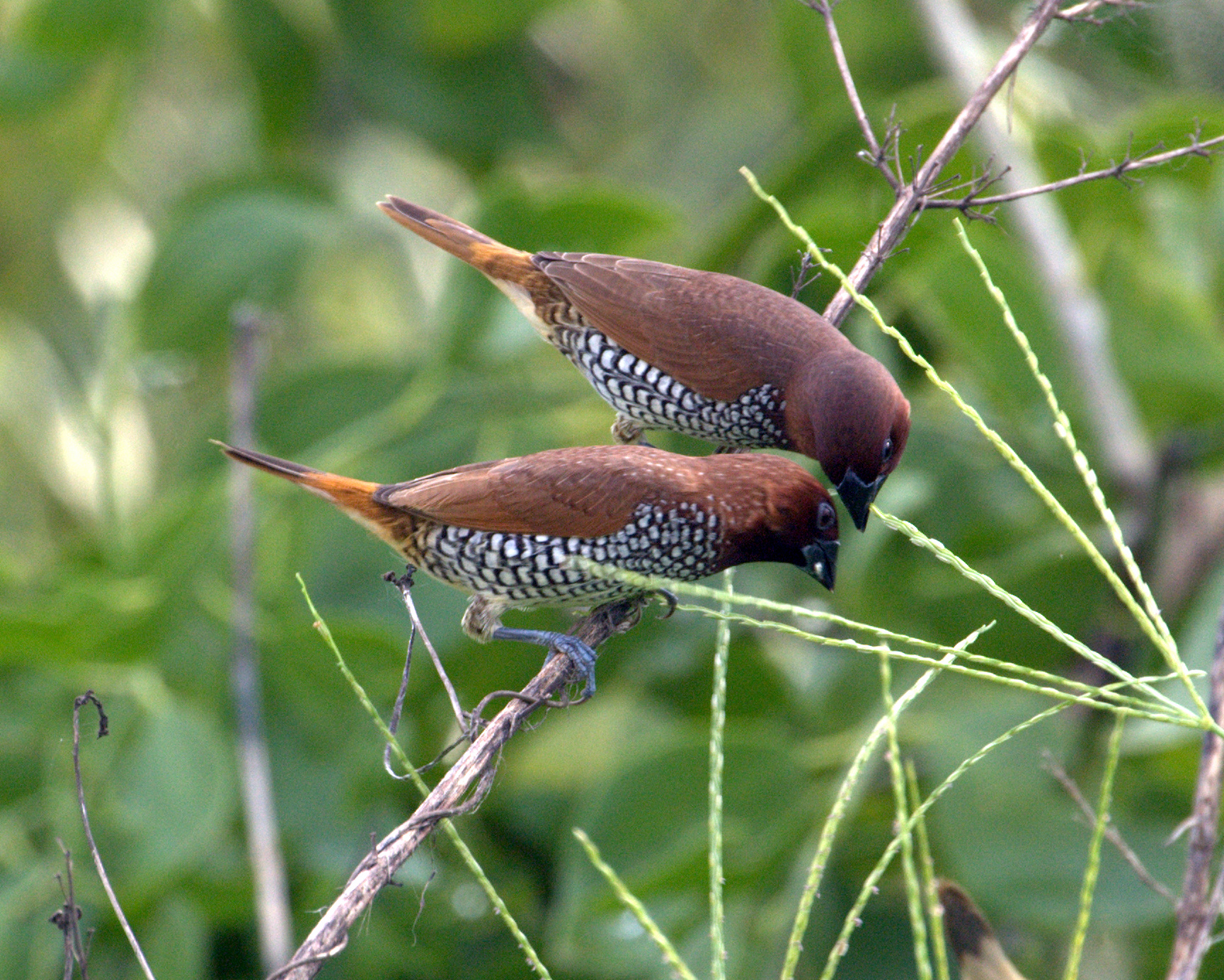
Um par se alimentando de grãos

Três hipóteses podem explicar as especializações consistentes de forrageamento entre indivíduos: variação da fonte de alimento, diferenças fenotípicas e seleção dependente de frequência. A hipótese da variação da fonte de alimento prevê que os indivíduos se especializarão quando o uso de duas habilidades for mais caro do que o forrageamento especializado. A hipótese das diferenças fenotípicas propõe que os indivíduos diferem em sua capacidade de usar cada habilidade de forrageamento e se especializam de forma estável na mais lucrativa. Espera-se que o padrão de especialização seja estável, embora o número de indivíduos que usam uma determinada habilidade dependa da composição fenotípica do bando. A hipótese de seleção dependente de frequência também propõe que os indivíduos se especializem na habilidade mais lucrativa, mas a lucratividade de cada alternativa diminui à medida que o número de forrageiras fenotipicamente idênticas se especializa gradualmente em cada habilidade quando inicialmente são oferecidas duas alternativas igualmente lucrativas. No equilíbrio, as recompensas individuais devem ser independentes do padrão de especialização. Os indivíduos em bandos ajustaram seu uso das duas habilidades e duas aves em cada bando se especializaram em uma habilidade diferente, resultando em uma variante da hipótese de variação da fonte de alimento e da hipótese de seleção dependente de frequência.
Experimentos em aviários realizados com bandos de capuchinho-dominó em cativeiro testaram se os produtores e os caçadores atingem a frequência de equilíbrio estável prevista quando os indivíduos são livres para escolher um dos comportamentos. Foi demonstrado que o número de aves que escolhem as estratégias de produtor e de caçador converge para frequências estáveis, ao mesmo tempo em que se demonstra que a variação nas táticas surge por meio de compensações dependentes da frequência da escolha de diferentes estratégias de alimentação.
Além disso, as aves forrageiras podem se alimentar ativamente no substrato ou pegar grãos caídos no chão, e essas estratégias podem ser escolhidas de acordo com a situação. As saídas antecipadas ocorrem com mais frequência quando o tempo de busca esperado diminui e quando a intensidade da competição aumenta. Espera-se que a intensidade da competição aumente quando houver mais caçadores ou quando as áreas forem menores.

### Crípse
Uma vez que os produtores buscam alimentos e os caçadores esperam por oportunidades para se juntarem a eles, a crípse da presa impõe um custo específico ao produtor que muda o equilíbrio produtor-caçador para mais caça. A crípse da presa resultou em maior latência para comer as sementes e maior número de erros de detecção. Além disso, a presença de um concorrente afetou negativamente a eficiência de forrageamento em contextos crípticos. A eficiência de forrageamento de indivíduos que haviam forrageado anteriormente com um competidor em sementes crípticas permaneceu baixa mesmo depois que o competidor foi removido. Assim, os custos de forrageamento em presas crípticas podem ser maiores para forrageadores sociais do que para forrageadores solitários.

### Defesa de recursos
Modelos recentes de defesa econômica em um contexto de forrageamento em grupo preveem que a frequência de interações agressivas deve diminuir à medida que a densidade de recursos aumenta. Estudos com o capuchinho-dominó mostram que a intensidade de encontros agressivos era maior quando a localização da área era sinalizada, e o efeito da alteração da densidade de recursos dependia da sinalização ou não da localização da área. Sinalizar a localização da área era equivalente a tornar os recursos mais previsíveis espacialmente. A alteração da densidade da área não teve efeito sobre o número de encontros agressivos quando a localização do alimento não foi sinalizada. Quando a localização do alimento era sinalizada, o aumento da densidade da área resultava na diminuição prevista do número de encontros agressivos.

## Conservação
O capuchinho-dominó é uma espécie abundante e classificada como pouco preocupante na Lista Vermelha da IUCN. A espécie ocupa uma área extremamente ampla e sua população, embora ainda não quantificada, é grande e estável. O capuchinho-dominó não está globalmente ameaçado e é classificado como "comum" a "muito comum" na maior parte de sua área de distribuição. No entanto, algumas populações estão diminuindo devido ao aumento de engaiolamentos de pássaros.
Em muitas áreas, ele é considerado uma praga agrícola, alimentando-se em grandes bandos de cereais cultivados, como o arroz. No Sudeste Asiático, o capuchinho-dominó é capturado em grandes quantidades para cerimônias budistas, mas a maioria das aves é libertada posteriormente.